# Europamästerskapen i friidrott 2024 – Damernas 100 meter häck
Damernas 100 meter häck vid europamästerskapen i friidrott 2024 avgjordes mellan den 7 och 8 juni 2024 på Olympiastadion i Rom i Italien.
Guldet togs av franska Cyréna Samba-Mayela efter ett lopp på 12,31 sekunder, vilket blev ett nytt världsårsbästa samt både nations- och mästerskapsrekord. Silvret togs av schweiziska Ditaji Kambundji och bronset togs av polska Pia Skrzyszowska.

## Rekord
| Rekord inför EM 2024 | Rekord inför EM 2024   | Rekord inför EM 2024 | Rekord inför EM 2024    | Rekord inför EM 2024 |
| -------------------- | ---------------------- | -------------------- | ----------------------- | -------------------- |
| Världsrekord         | Tobi Amusan (NGR)      | 12,12                | Eugene, USA             | 24 juli 2022         |
| Europarekord         | Jordanka Donkova (BUL) | 12,21                | Stara Zagora, Bulgarien | 20 augusti 1988      |
| Mästerskapsrekord    | Jordanka Donkova (BUL) | 12,38                | Stuttgart, Västtyskland | 29 augusti 1986      |
| Världsårsbästa       | Tobi Amusan (NGR)      | 12,40                | Kingston, Jamaica       | 11 maj 2024          |
| Europaårsbästa       | Ditaji Kambundji (SUI) | 12,49                | Doha, Qatar             | 10 maj 2024          |

## Program
Alla tider är lokal tid (UTC+1)
| Datum       | Tid   | Omgång      |
| ----------- | ----- | ----------- |
| 7 juni 2024 | 10:10 | Försöksheat |
| 8 juni 2024 | 20:12 | Semifinaler |
| 8 juni 2024 | 22:08 | Final       |

## Resultat

### Försöksheat
De 11 snabbaste friidrottarna 0q0 gick vidare till semifinalerna. De 13 högst rankade friidrottarna fick starta i semifinalerna och behövde inte delta i försöksheaten.
Klaudia Wojtunik diskvalificerades ursprungligen för en tjuvstart i heat 2 men överklagade beslutet och fick ett nytt försök.
Vind:
Heat 1: +0,1 m/s, Heat 2: -1,3 m/s, Heat 3: 0,0 m/s, Rerun: +0,4 m/s
| Placering | Heat     | Bana | Namn                      | Nationalitet | Tid   | Noteringar |
| --------- | -------- | ---- | ------------------------- | ------------ | ----- | ---------- |
| 1         | 1        | 6    | Lotta Harala              | Finland      | 12,91 | 0q0        |
| 2         | 1        | 4    | Klaudia Siciarz           | Polen        | 12,94 | 0q0, 0SB0  |
| 3         | 1        | 5    | Lovise Skarbøvik Andresen | Norge        | 12,96 | 0q0, 0PB0  |
| 4         | 3        | 6    | Karin Strametz            | Österrike    | 12,99 | 0q0        |
| 5         | 1        | 3    | Gréta Kerekes             | Ungern       | 13,02 | 0q0        |
| 6         | 1        | 2    | Veronica Besana           | Italien      | 13,05 | 0q0        |
| 7         | 3        | 2    | Rosina Schneider          | Tyskland     | 13,10 | 0q0        |
| 8         | 3        | 8    | Marika Majewska           | Polen        | 13,11 | 0q0        |
| 9         | 3        | 7    | Giada Carmassi            | Italien      | 13,13 | 0q0        |
| 10        | 2        | 7    | Nika Glojnarič            | Slovenien    | 13,21 | 0q0        |
| 11        | Omspring | 2    | Klaudia Wojtunik          | Polen        | 13,22 | 0q0        |
| 12        | 2        | 5    | Elena Carraro             | Italien      | 13,23 | 0q0        |
| 13        | 3        | 4    | Milica Emini              | Serbien      | 13,24 |            |
| 14        | 2        | 6    | Marlene Meier             | Tyskland     | 13,25 |            |
| 15        | 3        | 3    | Elisavet Pesiridou        | Grekland     | 13,32 |            |
| 16        | 1        | 7    | Hanna Plotitsyna          | Ukraina      | 13,35 |            |
| 17        | 2        | 8    | Mette Graversgaard        | Danmark      | 13,42 | 0SB0       |
| 18        | 2        | 4    | Stanislava Škvarková      | Slovakien    | 13,44 |            |
| 19        | 2        | 3    | Helena Jiranová           | Tjeckien     | 13,45 |            |
| 20        | 3        | 5    | Anne Zagré                | Belgien      | 13,70 |            |
| 21        | 1        | 8    | Anamaria Nesteriuc        | Rumänien     | 14,09 | 0SB0       |

### Semifinaler
De två första i varje heat 0Q0 samt de två snabbaste tiderna 0q0 kvalificerade sig för finalen.
| Placering | Heat | Bana | Namn                      | Nationalitet   | Tid   | Noteringar |
| --------- | ---- | ---- | ------------------------- | -------------- | ----- | ---------- |
| 1         | 2    | 4    | Cyréna Samba-Mayela*      | Frankrike      | 12,43 | 0Q0, 0EB0  |
| 2         | 2    | 7    | Pia Skrzyszowska*         | Polen          | 12,62 | 0Q0        |
| 3         | 3    | 5    | Cindy Sember*             | Storbritannien | 12,64 | 0Q0        |
| 4         | 1    | 7    | Sarah Lavin*              | Irland         | 12,73 | 0Q0, 0=SB0 |
| 5         | 2    | 5    | Reetta Hurske*            | Finland        | 12,78 | 0q0, 0SB0  |
| 6         | 1    | 6    | Ditaji Kambundji*         | Schweiz        | 12,79 | 0Q0        |
| 7         | 3    | 7    | Nadine Visser*            | Nederländerna  | 12.81 | 0Q0        |
| 8         | 3    | 6    | Viktória Forster*         | Slovakien      | 12,83 | 0q0, 0SB0  |
| 9         | 1    | 9    | Klaudia Wojtunik          | Polen          | 12,84 | 0PB0       |
| 10        | 2    | 9    | Karin Strametz            | Österrike      | 12,87 | 0PB0       |
| 11        | 2    | 2    | Lovise Skarbøvik Andresen | Norge          | 12,89 | 0PB0       |
| 12        | 3    | 2    | Klaudia Siciarz           | Polen          | 12,94 |            |
| 13        | 3    | 4    | Laëticia Bapté*           | Frankrike      | 12,95 |            |
| 14        | 3    | 3    | Lotta Harala              | Finland        | 12,98 |            |
| 15        | 3    | 9    | Giada Carmassi            | Italien        | 13,00 |            |
| 16        | 2    | 6    | Luca Kozák*               | Ungern         | 13,01 | 0SB0       |
| 17        | 2    | 8    | Veronica Besana           | Italien        | 13,02 |            |
| 18        | 3    | 8    | Gréta Kerekes             | Ungern         | 13,05 |            |
| 19        | 1    | 1    | Elena Carraro             | Italien        | 13,06 | 0SB0       |
| 20        | 1    | 5    | Maayke Tjin-A-Lim*        | Nederländerna  | 13,08 |            |
| 21        | 2    | 3    | Marika Majewska           | Polen          | 13,08 |            |
| 22        | 1    | 3    | Nika Glojnarič            | Slovenien      | 13,15 |            |
| 23        | 1    | 4    | Natalia Christofi*        | Cypern         | 13,20 |            |
| 24        | 1    | 2    | Rosina Schneider          | Tyskland       | 13,41 |            |
| 25        | 1    | 8    | Anna Tóth*                | Ungern         | 0DNF0 |            |

*Friidrottare som fick starta mästerskapet i semifinalen

### Final
| Placering | Bana | Namn                | Nationalitet   | Tid   | Noteringar       |
| --------- | ---- | ------------------- | -------------- | ----- | ---------------- |
| 1         | 5    | Cyréna Samba-Mayela | Frankrike      | 12,31 | 0VB0, 0MR0, 0NR0 |
| 2         | 8    | Ditaji Kambundji    | Schweiz        | 12,40 | EU23R, 0NR0      |
| 3         | 6    | Pia Skrzyszowska    | Polen          | 12,42 | 0PB0             |
| 4         | 7    | Cindy Sember        | Storbritannien | 12,56 | 0SB0             |
| 5         | 3    | Nadine Visser       | Nederländerna  | 12,72 | 0SB0             |
| 6         | 9    | Reetta Hurske       | Finland        | 12,84 |                  |
| 7         | 4    | Sarah Lavin         | Irland         | 12,94 |                  |
| 8         | 2    | Viktória Forster    | Slovakien      | 13,25 |                  |